# Festival de esculturas de hielo y nieve de Harbin

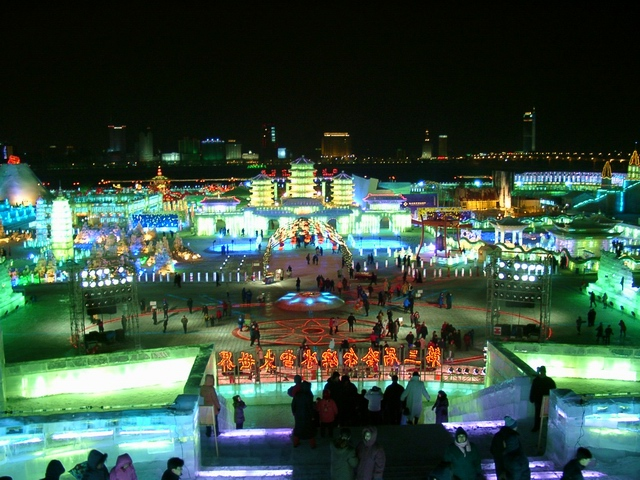
'Mundo de hielo y nieve' en Harbin, China.

El festival de esculturas de hielo y nieve de Harbin (en chino, 哈尔滨国际冰雪节; pinyin, Hā'ěrbīn Guójì Bīngxuě Jié) es un festival internacional dedicado a las esculturas de nieve y hielo que se celebra de forma anual en enero desde 1963. Se interrumpió durante la Revolución Cultural para continuar en 1985.

## Características
Harbin, capital de la provincia Heilongjiang, República Popular China, es una de las capitales culturales de hielo y nieve en el mundo. La ciudad está situada en el noreste de China bajo la influencia del duro invierno siberiano. La temperatura promedio en invierno es de -16,8°C y de 21,2 °C en verano, si bien puede llegar a temperaturas extremas invernales de hasta -38,1 °C.
El festival comienza de forma oficial el 5 de enero y dura un mes, sin embargo, si el tiempo lo permite, el festival comienza antes y se prolonga más allá de la fecha oficial de clausura. La tecnología que se emplea para la elaboración de las esculturas es muy variada, y va desde el moderno láser al tradicional farol de hielo. 
Durante las fechas del festival otras actividades populares son el esquí alpino en Yabuli, natación invernal en el río Songhua y la muestra de faroles de hielo en el jardín de Zhaolin.
El festival de Harbin es uno de los 4 mayores del mundo junto al Festival de la nieve de Sapporo, en Japón, el Carnaval de Quebec y el Festival de esquí de Noruega.
En la edición de 2007 se registró en el libro Guinness la escultura de nieve más grande del mundo, de un tamaño de 250 metros de longitud y de un volumen de 13.000 metros cúbicos de nieve. La obra constaba de dos partes, las Cataratas del Niagara y el "Cruce del Estrecho de Bering" (que ilustraba la migración de las Naciones Originarias de Canadá).

## Construcción

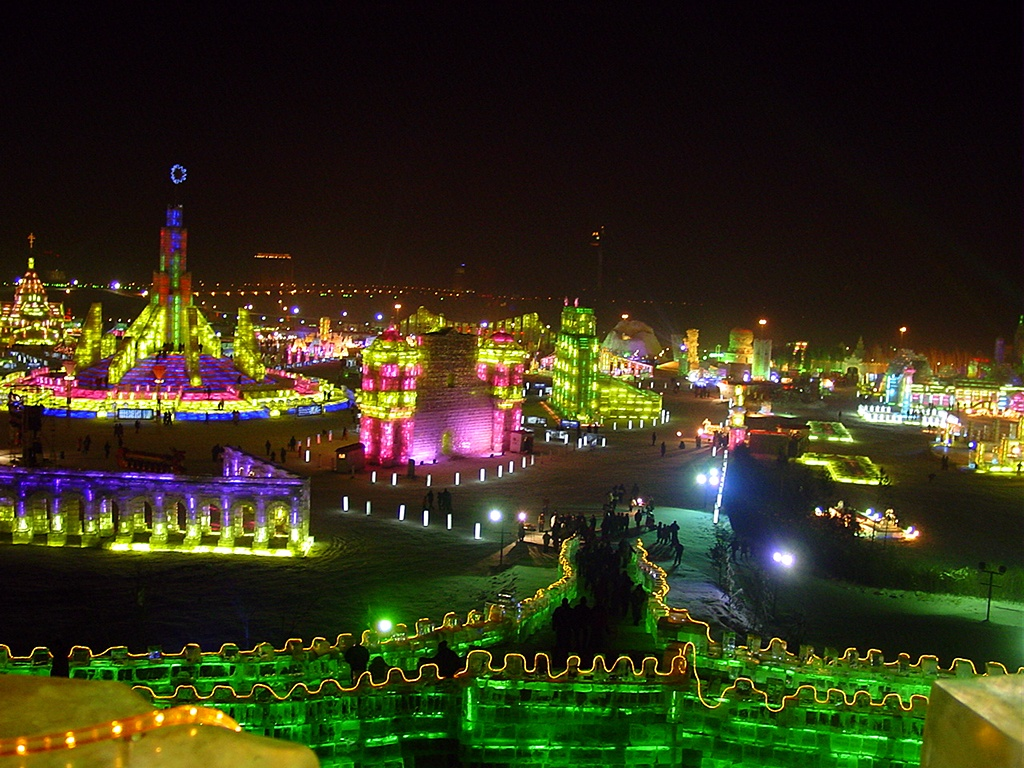
Festival de hielo de Harbin.

Para tallar los bloques de hielo de la superficie del río Shongua se utilizan motosierras. cinceles, picos de hielo y varios otros tipos de sierras. También puede utilizarse agua desionizada para conseguir esculturas de mayor transparencia. También es frecuente servirse de luces multicolor con lo que ganan en espectacularidad, especialmente de noche. Algunos de los motivos hechos en los últimos años han sido edificios de diferentes países y estilos o figuras animales, humanas o místicas.